# آچیک‌یازی (اردهان)
آچیک‌یازی (به ترکی استانبولی: Açıkyazı، به کردی: Alapala، به ارمنی: Ալաբալա) یک منطقهٔ مسکونی در ترکیه است که در اردهان واقع شده‌است.